# Ulrich Phillipp
Ulrich Phillipp (* 1956) ist ein deutscher Kontrabassist des Free Jazz und der Neuen Improvisationsmusik.

## Leben und Wirken
Phillipp gründete mit Dirk Marwedel und Wolfgang Schliemann das Wiesbadener Improvisations-Ensemble. Er ist einer der Gründer der Wiesbadener Musikercooperative New Jazz (1979), aus der 1983 das ARTist-Kollektiv hervorging.
Neben die Konzerttätigkeit trat die Einbeziehung anderer Genres, etwa die Tanzimprovisation, wo Phillipp mit Fine Kwiatkowski, Günter Christmann, Erhard Hirt und anderen auftrat. Auch arbeitete er mit Birgit Ulher und Roger Turner zusammen. 2013 war er am Grand Orchestra des Ensembles zeitkratzer beteiligt.

## Diskographische Hinweise
- Maxwells Dämon Nefastismaschine
- Ulrich Phillipp / Georg Wolf tensid (nurnichtnur 2006)
- Phillipp / Ulher / Turner Umlaut
- Ensemble X (Red Toucan 2008/2011 mit Nils Ostendorf, Nate Wooley, Matthias Muche, Carl Ludwig Hübsch, Angelika Sheridan, Eiko Yamada, Xavier Charles, Markus Eichenberger, Dirk Marwedel, Christoph Schiller, Philip Zoubek, Uli Böttcher, Nicolas Desmarchelier, Tiziana Bertoncini, Harald Kimmig, Martine Altenburger, Michael Vorfeld, Olivier Toulemonde)[2]